# Prins Moulay Abdellahstadion (1983)
Het Prins Moulay Abdellah Stadion (Arabisch: المجمع الرياضي الأمير مولاي عبد الله) was een multifunctioneel sportcomplex in het zuidoosten van de hoofdstad van Marokko, Rabat.
Het werd vooral gebruikt voor voetbalwedstrijden, maar er kunnen ook atletiekwedstrijden georganiseerd worden. Zo wordt hier, vanaf 2008, jaarlijks het Meeting International Mohammed VI d'Athlétisme de Rabat, een internationale atletiekwedstrijd. In 2014 werd in dit stadion het Wereldkampioenschap voetbal voor clubs 2014 gehouden. Er werden toen in dit stadion 4 wedstrijden gespeeld, waaronder de halve finale.
Het stadion is vernoemd naar Prins Moulay Abdallah (1935–1983), broer van koning Hassan II. Het stadion, dat in 1983 is gebouwd, is het thuisstadion van voetbalclub AS.FAR. In het stadion kunnen 52.000 toeschouwers. In 2000 grootschalig gerenoveerd, waarbij de stoeltjes en de ingangen veranderd werden. Momenteel biedt het plaats aan 52.000 mensen en is het een na grootste voetbalstadion van Marokko na Stade Mohammed V. Het stadion is bezit van de stad Rabat en is de thuisbasis van FAR Rabat.
Het stadion heeft 150 gehandicapten-, 1500 VIP- en 5000 pers-plaatsen.
Het stadion werd in 2023 gesloten en afgebroken om plaats te maken voor een nieuw stadion. Het nieuwe stadion krijgt dezelfde naam, Prins Moulay Abdellahstadion.